# George Spencer-Churchill, V duca di Marlborough
George Spencer-Churchill, V duca di Marlborough (6 marzo 1766 – Woodstock, 5 marzo 1840), è stato un nobile e politico inglese.

## Biografia

### Infanzia ed educazione
Figlio primogenito del quarto Duca di Marlborough, George Spencer nacque il 6 marzo 1766. Trascurato dai genitori, con i quali avrà sempre un rapporto turbolento, fu educato a Eton e al collegio oxoniense di Christ Church, ottenendo il baccellierato e la laurea (Master of Arts) nel 1786, per divenire in seguito Doctor of Laws (D.C.L.) onorario nel 1792.

### Matrimonio
Sposò Lady Susan Stewart, figlia di John Stewart, VII conte di Galloway, il 15 settembre 1791. Ebbero quattro figli.

### Carriera ed attività

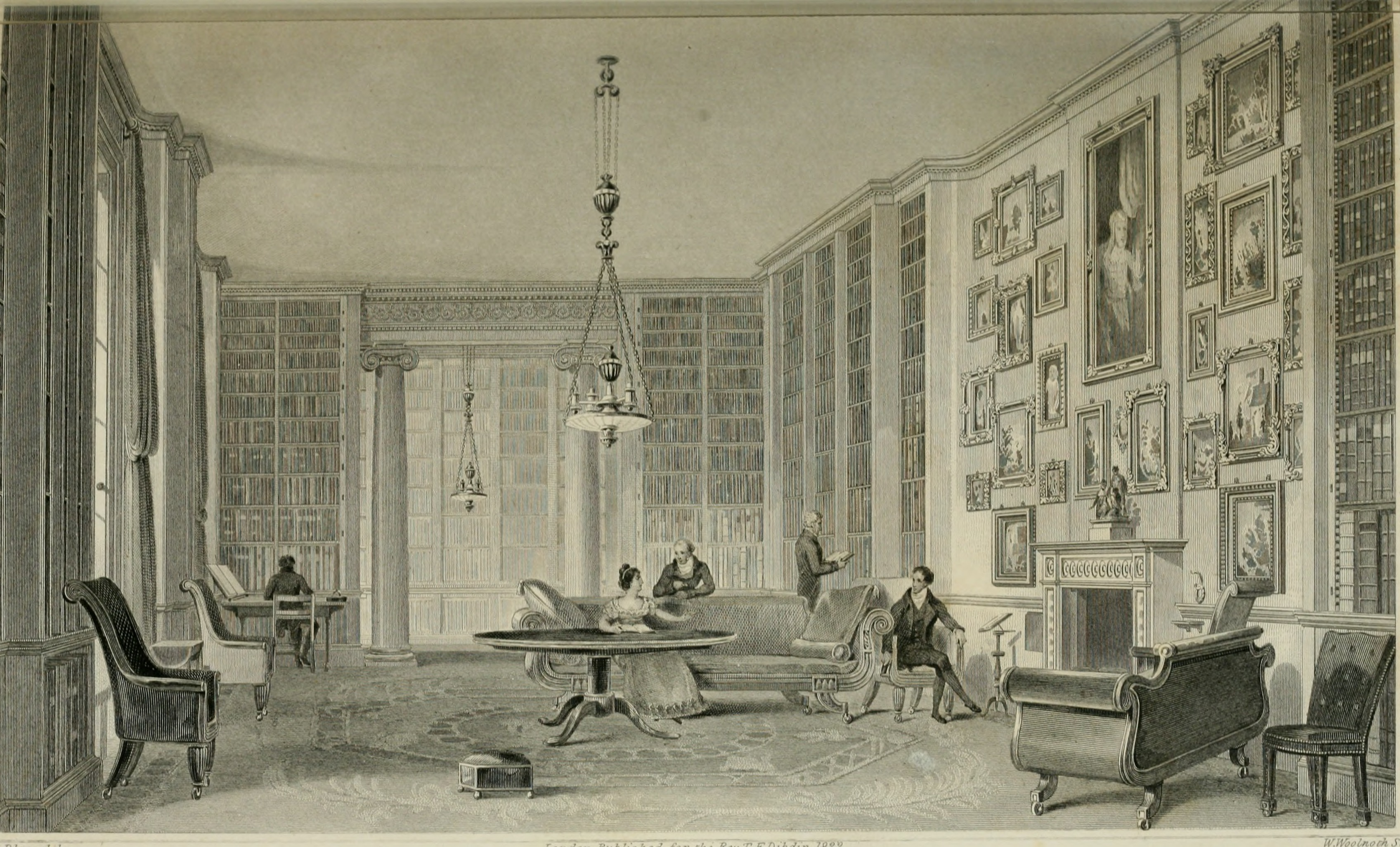
La biblioteca spenceriana nel 1814

Due anni prima era entrato in Parlamento come rappresentante per l'Oxfordshire, come da tradizione di famiglia. Politicamente si schierò, al modo consueto, tra le file dei Whig. Tuttavia, poco interessato alla politica, in questo periodo il Marchese di Blandford si dedicò ad altri piaceri che gli procurarono un'imperitura fama di eccentricità. Sua grande passione era il collezionismo librario (un tratto in comune con il cugino Lord Spencer, che negli stessi anni ad Althorp allestì una delle più ricche biblioteche d'Europa). Residente dal 1798 a Whiteknights Park, vicino Reading, spese molto denaro per i giardini e la biblioteca, assicurandosi tra l'altro l'edizione a stampa del Decameron del 1471, opera del tipografo tedesco Christoph Valdarfer, acquistata dal Duca di Roxburghe, oltre al celebre "Messale Bedford", una manoscritto miniato degli inizi del XV secolo, oggi al British Museum.

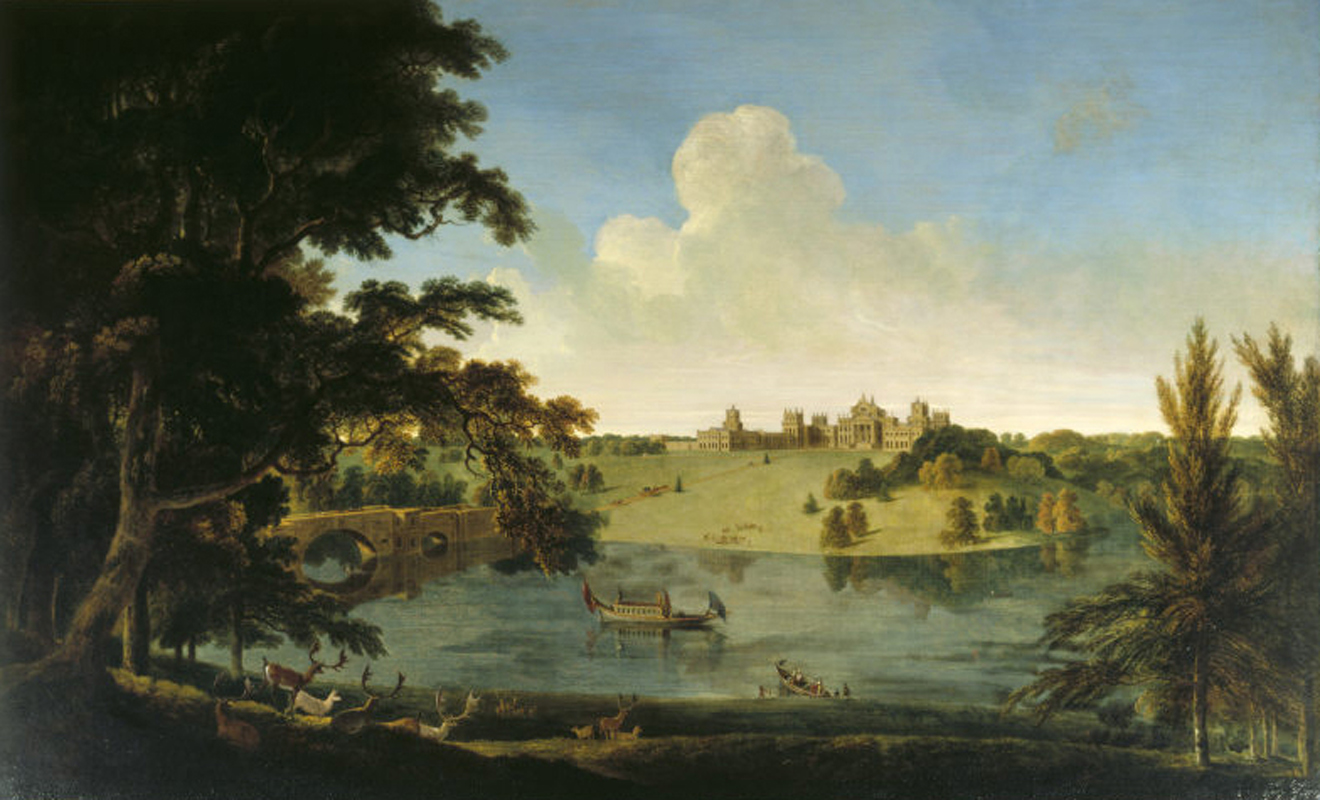
Blenheim Palace alla fine del XVIII secolo

Queste vaste spese lo resero pesantemente indebitato, fatto che spinse Blandford a rientrare in Parlamento, probabilmente all'unico scopo di sfuggire ai creditori. Vinto il seggio di Tregony (un "rotten borough" in Cornovaglia) nel 1802 tra le file dei Tories, due anni dopo entrò nel governo di Pitt il Giovane come Lord of the Treasury. Quando Pitt morì e gli succedette il cugino Lord Grenville Blandford ottenne tramite un Writ of acceleration di accedere alla Camera dei lord con il titolo di "Barone di Wormleighton", assicurandosi così un seggio parlamentare permanente. Questa mossa tuttavia lo mise in urto con i genitori, che avevano disposto di trasmettere il titolo baronale al figlio cadetto Francis, e in particolare con la madre Caroline, con la quale si era già pesantemente scontrato in occasione del suo matrimonio con lady Susan Stewart. Inoltre, per far dispetto ai detestati parenti, si avvicinò sempre più ai Tories, abbandonando la salda tradizione Whig della famiglia. Dopo essersi riconciliato con la madre sul letto di morte, nel 1811, divenne il quinto duca di Marlborough alla morte del padre sei anni più tardi. Nella stessa occasione ottenne il diritto, per sé e per i suoi discendenti, di usare il doppio cognome "Spencer-Churchill", in memoria della discendenza dal vincitore di Blenheim. Tuttavia gli ultimi anni del duca furono tristi: oberato dai debiti, fu costretto a vendere molti dei tesori antiquari che aveva accumulato negli anni precedenti, riducendosi a vivere con una pensione annua che la regina Anna aveva concesso al suo avo Marlborough un secolo prima.
Negletto dalla buona società, da questa considerato "un comune imbroglione", gli rimaneva da esibire solo un gran nome, mentre il parco e lo stesso palazzo di Blenheim erano invasi da torme di estranei che vi si recavano per pescare, cacciare e addirittura far legna nella tenuta ducale. Confortato unicamente dalla compagnia del gaudente Principe di Galles, cui l'eccentricità di Marlborough non era affatto sgradita, e della storica amante Matilda Glover, alla quale dava lezioni di canto, George Spencer-Churchill morì infine il 5 marzo 1840. In riconoscimento della sua passione per il collezionismo di antichità, nel 1803 era divenuto membro della Society of Antiquaries of London (F.S.A.).

### Morte

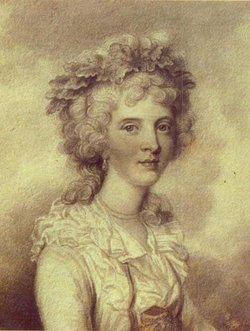
Susan Spencer-Churchill, duchessa di Marlborough

Il Duca morì nel marzo del 1840, all'età di 73 anni, a Blenheim Palace e fu sepolto nella cripta sotto la cappella, il 13 marzo 1840. Gli successe il figlio George. La Duchessa morì a Park Lane, Mayfair, nel mese di aprile 1841, all'età di 73 anni.

## Discendenza
Dal matrimonio tra George e Lady Susan Stewart nacquero:
- George Spencer-Churchill, VI duca di Marlborough (1793-1857);
- Lord Charles Spencer-Churchill (1794-1840), sposò Catherine Benett, ebbero quattro figli;
- Lord Henry George Spencer-Churchill (1796-1828), sposò Elizabeth Nares, non ebbero figli;
- Lord Henry John Spencer-Churchill (1797-1840).

## Ascendenza
|                                                 |                                         |                                   | Genitori                                        |  |  | Nonni |  |  | Bisnonni                                 |  |  | Trisnonni                              |  |
|                                                 |                                         |                                   |                                                 |  |  |       |  |  | Charles Spencer, III conte di Sunderland |  |  | Robert Spencer, II conte di Sunderland |  |
|                                                 |                                         |                                   |                                                 |  |  |       |  |  | Charles Spencer, III conte di Sunderland |  |  | Robert Spencer, II conte di Sunderland |  |
|                                                 |                                         | lady Anne Digby                   |                                                 |  |  |       |  |  | Charles Spencer, III conte di Sunderland |  |  |                                        |  |
| Charles Spencer, III duca di Marlborough        |                                         |                                   |                                                 |  |  |       |  |  | Charles Spencer, III conte di Sunderland |  |  |                                        |  |
|                                                 |                                         | lady Anne Churchill               | John Churchill, I duca di Marlborough           |  |  |       |  |  |                                          |  |  |                                        |  |
|                                                 |                                         | lady Anne Churchill               | John Churchill, I duca di Marlborough           |  |  |       |  |  |                                          |  |  |                                        |  |
|                                                 |                                         | lady Anne Churchill               | Sarah Jennings                                  |  |  |       |  |  |                                          |  |  |                                        |  |
| George Spencer, IV duca di Marlborough          |                                         | lady Anne Churchill               |                                                 |  |  |       |  |  |                                          |  |  |                                        |  |
|                                                 |                                         | Thomas Trevor, II barone Trevor   | Thomas Trevor, I barone Trevor                  |  |  |       |  |  |                                          |  |  |                                        |  |
|                                                 |                                         | Thomas Trevor, II barone Trevor   | Thomas Trevor, I barone Trevor                  |  |  |       |  |  |                                          |  |  |                                        |  |
|                                                 |                                         | Thomas Trevor, II barone Trevor   | Elizabeth Searle                                |  |  |       |  |  |                                          |  |  |                                        |  |
| hon. Elisabetta Trevor                          |                                         | Thomas Trevor, II barone Trevor   |                                                 |  |  |       |  |  |                                          |  |  |                                        |  |
|                                                 |                                         | Elizabeth Burrell                 | Timothy Burrell                                 |  |  |       |  |  |                                          |  |  |                                        |  |
|                                                 |                                         | Elizabeth Burrell                 | Timothy Burrell                                 |  |  |       |  |  |                                          |  |  |                                        |  |
|                                                 |                                         | Elizabeth Burrell                 | Elizabeth Chilcott                              |  |  |       |  |  |                                          |  |  |                                        |  |
| George Spencer-Churchill, V duca di Marlborough |                                         | Elizabeth Burrell                 |                                                 |  |  |       |  |  |                                          |  |  |                                        |  |
|                                                 | Wriothesley Russell, II duca di Bedford | William Russell, lord Russell     |                                                 |  |  |       |  |  |                                          |  |  |                                        |  |
|                                                 | Wriothesley Russell, II duca di Bedford | William Russell, lord Russell     |                                                 |  |  |       |  |  |                                          |  |  |                                        |  |
|                                                 | Wriothesley Russell, II duca di Bedford | lady Rachel Wriothesley           |                                                 |  |  |       |  |  |                                          |  |  |                                        |  |
| John Russell, IV duca di Bedford                | Wriothesley Russell, II duca di Bedford |                                   |                                                 |  |  |       |  |  |                                          |  |  |                                        |  |
|                                                 |                                         | Elizabeth Howland                 | John Howland                                    |  |  |       |  |  |                                          |  |  |                                        |  |
|                                                 |                                         | Elizabeth Howland                 | John Howland                                    |  |  |       |  |  |                                          |  |  |                                        |  |
|                                                 |                                         | Elizabeth Howland                 | Elizabeth Child                                 |  |  |       |  |  |                                          |  |  |                                        |  |
| lady Caroline Russell                           |                                         | Elizabeth Howland                 |                                                 |  |  |       |  |  |                                          |  |  |                                        |  |
|                                                 |                                         | John Leveson-Gower, I conte Gower | John Leveson-Gower, I barone Gower              |  |  |       |  |  |                                          |  |  |                                        |  |
|                                                 |                                         | John Leveson-Gower, I conte Gower | John Leveson-Gower, I barone Gower              |  |  |       |  |  |                                          |  |  |                                        |  |
|                                                 |                                         | John Leveson-Gower, I conte Gower | lady Catherine Manners                          |  |  |       |  |  |                                          |  |  |                                        |  |
| lady Gertrude Leveson-Gower                     |                                         | John Leveson-Gower, I conte Gower |                                                 |  |  |       |  |  |                                          |  |  |                                        |  |
|                                                 |                                         | lady Evelyn Pierrepont            | Evelyn Pierrepont, I duca di Kingston-upon-Hull |  |  |       |  |  |                                          |  |  |                                        |  |
|                                                 |                                         | lady Evelyn Pierrepont            | Evelyn Pierrepont, I duca di Kingston-upon-Hull |  |  |       |  |  |                                          |  |  |                                        |  |
|                                                 |                                         | lady Evelyn Pierrepont            | lady Mary Feilding                              |  |  |       |  |  |                                          |  |  |                                        |  |
|                                                 |                                         | lady Evelyn Pierrepont            |                                                 |  |  |       |  |  |                                          |  |  |                                        |  |